# Ligue 1 de 2022–23
A Ligue 1 de 2022–23, foi a 85ª edição do Campeonato Francês de Futebol. Iniciou em 5 de agosto de 2022 e terminou em 3 de junho de 2023.
Como a Copa do Mundo FIFA de 2022 começou em 20 de novembro, a última rodada antes da pausa aconteceu nos dias 12 e 13 de novembro. A liga voltou em 27 de dezembro. Quatro clubes foram rebaixados para a Ligue 2 no final da temporada, já que o número de equipes foi reduzido para 18 na próxima edição. Como resultado, não houve os play-offs de final de temporada e essa foi a última edição jogada com 20 times. 
Paris Saint-Germain eram os defensores do título, e eles conseguiram com sucesso vencer o seu décimo primeiro título e, assim, quebrar o recorde de time com mais títulos do campeonato francês.

## Regulamento
A Ligue 1 é disputada por 20 clubes em 2 turnos. Em cada turno, todos os times jogam entre si uma única vez. Os jogos do segundo turno serão realizados na mesma ordem do primeiro, apenas com o mando de campo invertido. Não há campeões por turnos, sendo declarado campeão o time que obtiver o maior número de pontos após as 38 rodadas e rebaixados os três com menor número de pontos. O campeonato produz três vagas à Liga dos Campeões da UEFA, uma à Liga Europa da UEFA e uma à Liga Conferência Europa da UEFA.

### Critérios de desempate
Caso haja empate de pontos entre dois clubes, os critérios de desempate serão aplicados na seguinte ordem:
1. Saldo de gols
2. Gols marcados
3. Confronto direto
4. Fair play

## Participantes
Um total de vinte equipes participarão da Ligue 1 de 2021–22.

### Promovidos e rebaixados
| Pos. | Rebaixados da Ligue 1 |
| ---- | --------------------- |
| 18º  | Saint-Étienne         |
| 19º  | Metz                  |
| 20º  | Bordeaux              |

| Pos. | Promovidos da Ligue 2 |
| ---- | --------------------- |
| 1º   | Toulouse              |
| 2º   | Ajaccio               |
| 3º   | Auxerre               |

### Informação dos clubes
| Equipe              | Cidade           | Estádio (mando)           | Capacidade | 2021–22 | Títulos (último) |
| ------------------- | ---------------- | ------------------------- | ---------- | ------- | ---------------- |
| Ajaccio             | Ajaccio          | François Coty             | 10.446     |         | 0 (nenhum)       |
| Angers              | Angers           | Stade Raymond Kopa        | 18.752     | 14º     | 0 (nenhum)       |
| Auxerre             | Auxerre          | Stade de l'Abbé-Deschamps | 25.636     |         | 1 (1995–96)      |
| Brest               | Brest            | Stade Francis-Le Blé      | 15.931     | 11º     | 0 (nenhum)       |
| Clermont            | Clermont-Ferrand | Stade Gabriel-Montpied    | 11.980     | 17º     | 0 (nenhum)       |
| Lens                | Lens             | Stade Bollaert-Delelis    | 37.705     | 7º      | 1 (1997–98)      |
| Lille               | Lille            | Stade Pierre-Mauroy       | 50.186     | 10º     | 4 (2020–21)      |
| Lorient             | Lorient          | Stade du Moustoir         | 18.890     | 16º     | 0 (nenhum)       |
| Lyon                | Lyon             | Groupama Stadium          | 59.186     | 8º      | 7 (2007–08)      |
| Marseille           | Marselha         | Orange Vélodrome          | 67.394     | 2º      | 9 (2009–10)      |
| Monaco              | Monaco           | Stade Louis II            | 18.523     | 3º      | 8 (2016–17)      |
| Montpellier         | Montpellier      | Stade de la Mosson        | 32.900     | 13º     | 1 (2011–12)      |
| Nantes              | Nantes           | Stade de la Beaujoire     | 35.322     | 9º      | 8 (2000–01)      |
| Nice                | Nice             | Allianz Riviera           | 35.624     | 5º      | 4 (1958–59)      |
| Paris Saint-Germain | Paris            | Parc des Princes          | 48.583     | 1º      | 10 (2021–22)     |
| Reims               | Reims            | Stade Auguste-Delaune     | 21.684     | 12º     | 6 (1961–62)      |
| Rennes              | Rennes           | Roazhon Park              | 29.778     | 4º      | 0 (nenhum)       |
| Strasbourg          | Estrasburgo      | Stade de la Meinau        | 29.230     | 6º      | 1 (1978–79)      |
| Toulouse            | Toulouse         | Stade Geoffroy-Guichard   | 41.965     |         | 0 (nenhum)       |
| Troyes              | Troyes           | Stade de l'Aube           | 21.684     | 15º     | 0 (nenhum)       |

## Classificação
| Pos | Equipe                  | Pts | J  | V  | E  | D  | GP | GC | SG  | Classificação ou descenso                              |
| --- | ----------------------- | --- | -- | -- | -- | -- | -- | -- | --- | ------------------------------------------------------ |
| 1   | Paris Saint-Germain (C) | 85  | 38 | 27 | 4  | 7  | 89 | 40 | +49 | Fase de grupos da Liga dos Campeões da UEFA de 2023–24 |
| 2   | Lens                    | 84  | 38 | 25 | 9  | 4  | 68 | 29 | +39 | Fase de grupos da Liga dos Campeões da UEFA de 2023–24 |
| 3   | Olympique de Marseille  | 73  | 38 | 22 | 7  | 9  | 67 | 40 | +27 | 3ª pré-eliminatória da Liga dos Campeões de 2023–24    |
| 4   | Rennes                  | 68  | 38 | 21 | 5  | 12 | 69 | 39 | +30 | Fase de grupos da Liga Europa da UEFA de 2023–24       |
| 5   | Lille                   | 67  | 38 | 19 | 10 | 9  | 65 | 44 | +21 | Play-offs da Liga Conferência Europa de 2023–24        |
| 6   | Monaco                  | 65  | 38 | 19 | 8  | 11 | 70 | 58 | +12 |                                                        |
| 7   | Lyon                    | 62  | 38 | 18 | 8  | 12 | 65 | 47 | +18 |                                                        |
| 8   | Clermont Foot           | 59  | 38 | 17 | 8  | 13 | 45 | 49 | −4  |                                                        |
| 9   | Nice                    | 58  | 38 | 15 | 13 | 10 | 48 | 37 | +11 |                                                        |
| 10  | Lorient                 | 55  | 38 | 15 | 10 | 13 | 52 | 53 | −1  |                                                        |
| 11  | Reims                   | 51  | 38 | 12 | 15 | 11 | 45 | 45 | 0   |                                                        |
| 12  | Montpellier             | 50  | 38 | 15 | 5  | 18 | 65 | 62 | +3  |                                                        |
| 13  | Toulouse                | 48  | 38 | 13 | 9  | 16 | 51 | 57 | −6  | Fase de grupos da Liga Europa da UEFA de 2023–24       |
| 14  | Brest                   | 44  | 38 | 11 | 11 | 16 | 44 | 54 | −10 |                                                        |
| 15  | Strasbourg              | 40  | 38 | 9  | 13 | 16 | 51 | 59 | −8  |                                                        |
| 16  | Nantes                  | 36  | 38 | 7  | 15 | 16 | 37 | 55 | −18 |                                                        |
| 17  | Auxerre                 | 35  | 38 | 8  | 11 | 19 | 35 | 63 | −28 | Zona de rebaixamento à Ligue 2 de 2023–24              |
| 18  | Ajaccio                 | 26  | 38 | 7  | 5  | 26 | 23 | 74 | −51 | Zona de rebaixamento à Ligue 2 de 2023–24              |
| 19  | Troyes                  | 24  | 38 | 4  | 12 | 22 | 45 | 81 | −36 | Zona de rebaixamento à Ligue 2 de 2023–24              |
| 20  | Angers                  | 18  | 38 | 4  | 6  | 28 | 33 | 81 | −48 | Zona de rebaixamento à Ligue 2 de 2023–24              |

1. ↑  O Toulouse se classificou para a fase de grupos da Liga Europa da UEFA após vencer a Copa da França de 2022–23

## Resultados
| Mandante \ Visitante | AJA | ANG | AUX | BRE | CLE | LEN | LIL | LOR | OL  | OM  | ASM | MON | FCN | NIC | PSG | REI | REN | STR | TFC | TRO |
| -------------------- | --- | --- | --- | --- | --- | --- | --- | --- | --- | --- | --- | --- | --- | --- | --- | --- | --- | --- | --- | --- |
| Ajaccio              | —   | 1–0 | 0–3 | 0–0 | 1–3 | 0–0 | 1–3 | 0–1 | 0–2 | 1–0 | 0–2 | 0–1 | 0–2 | 0–1 | 0–3 | 0–1 | 0–5 | 4–2 | 0–0 | 2–1 |
| Angers               | 1–2 | —   | 1–1 | 1–3 | 1–2 | 1–2 | 1–0 | 1–2 | 1–3 | 0–3 | 1–2 | 2–1 | 0–0 | 1–1 | 1–2 | 2–4 | 1–2 | 2–3 | 0–2 | 2–1 |
| Auxerre              | 1–0 | 2–2 | —   | 1–1 | 1–1 | 1–3 | 1–1 | 1–3 | 2–1 | 0–2 | 2–3 | 0–2 | 2–1 | 1–1 | 1–2 | 0–0 | 0–0 | 1–0 | 0–5 | 1–0 |
| Brest                | 0–1 | 4–0 | 1–0 | —   | 2–1 | 1–1 | 0–0 | 1–2 | 2–4 | 1–1 | 2–1 | 0–7 | 2–0 | 1–0 | 1–2 | 0–0 | 1–2 | 1–1 | 3–1 | 2–1 |
| Clermont             | 2–1 | 2–1 | 2–1 | 1–3 | —   | 0–4 | 0–2 | 2–0 | 2–1 | 0–2 | 0–2 | 1–1 | 0–0 | 1–0 | 0–5 | 1–0 | 2–1 | 1–1 | 2–0 | 1–3 |
| Lens                 | 3–0 | 3–0 | 1–0 | 3–2 | 2–1 | —   | 1–1 | 5–2 | 1–0 | 2–1 | 3–0 | 1–0 | 3–1 | 0–1 | 3–1 | 2–1 | 2–1 | 2–1 | 3–0 | 1–0 |
| Lille                | 3–0 | 1–0 | 4–1 | 2–1 | 0–0 | 1–0 | —   | 3–1 | 3–3 | 2–1 | 4–3 | 2–1 | 2–1 | 1–2 | 1–7 | 1–1 | 1–1 | 2–0 | 2–1 | 5–1 |
| Lorient              | 3–0 | 0–0 | 0–1 | 2–1 | 2–1 | 1–3 | 2–1 | —   | 3–1 | 0–0 | 2–2 | 0–2 | 3–2 | 1–2 | 1–2 | 0–0 | 2–1 | 2–1 | 2–0 | 0–1 |
| Lyon                 | 2–1 | 5–0 | 2–1 | 0–0 | 0–1 | 2–1 | 1–0 | 0–0 | —   | 1–2 | 3–1 | 5–4 | 1–1 | 1–1 | 0–1 | 3–0 | 3–1 | 1–2 | 1–1 | 4–1 |
| Marseille            | 1–2 | 3–1 | 2–1 | 1–2 | 1–0 | 0–1 | 2–1 | 3–1 | 1–0 | —   | 1–1 | 1–1 | 2–1 | 1–3 | 0–3 | 4–1 | 1–1 | 2–2 | 6–1 | 3–1 |
| Monaco               | 7–1 | 2–0 | 3–2 | 1–0 | 1–1 | 1–4 | 0–0 | 3–1 | 2–1 | 2–3 | —   | 0–4 | 4–1 | 0–3 | 3–1 | 0–1 | 1–1 | 4–3 | 1–2 | 2–4 |
| Montpellier          | 2–0 | 5–0 | 1–2 | 3–0 | 2–1 | 1–1 | 1–3 | 1–1 | 1–2 | 1–2 | 0–2 | —   | 0–3 | 2–3 | 1–3 | 1–1 | 1–0 | 2–1 | 1–2 | 3–2 |
| Nantes               | 2–2 | 1–0 | 1–0 | 4–1 | 1–1 | 0–0 | 1–1 | 1–0 | 0–0 | 0–2 | 2–2 | 0–3 | —   | 2–2 | 0–3 | 0–3 | 0–1 | 0–2 | 3–1 | 2–2 |
| Nice                 | 3–0 | 0–1 | 1–1 | 1–0 | 1–2 | 0–0 | 1–0 | 1–1 | 3–1 | 0–3 | 0–1 | 6–1 | 1–1 | —   | 0–2 | 0–0 | 2–1 | 1–1 | 0–0 | 3–2 |
| Paris Saint-Germain  | 5–0 | 2–0 | 5–0 | 1–0 | 2–3 | 3–1 | 4–3 | 1–3 | 0–1 | 1–0 | 1–1 | 5–2 | 4–2 | 2–1 | —   | 1–1 | 0–2 | 2–1 | 2–1 | 4–3 |
| Reims                | 1–0 | 2–2 | 2–1 | 1–1 | 2–4 | 1–1 | 1–0 | 4–2 | 1–1 | 1–2 | 0–3 | 1–3 | 1–0 | 0–0 | 0–0 | —   | 3–1 | 0–2 | 3–0 | 4–0 |
| Rennes               | 2–1 | 4–2 | 5–0 | 3–1 | 2–0 | 0–1 | 1–3 | 0–1 | 3–2 | 0–1 | 2–0 | 3–0 | 3–0 | 2–1 | 1–0 | 3–0 | —   | 3–0 | 2–1 | 4–0 |
| Strasbourg           | 3–1 | 2–1 | 2–0 | 0–1 | 0–0 | 2–2 | 0–3 | 1–1 | 1–2 | 2–2 | 1–2 | 2–0 | 1–1 | 2–0 | 1–1 | 1–1 | 1–3 | —   | 1–2 | 2–3 |
| Toulouse             | 2–0 | 3–2 | 1–1 | 1–1 | 0–1 | 0–1 | 0–2 | 2–2 | 1–2 | 2–3 | 0–2 | 4–2 | 0–0 | 1–1 | 0–3 | 1–0 | 3–1 | 2–2 | —   | 4–1 |
| Troyes               | 1–1 | 3–1 | 1–1 | 2–2 | 0–2 | 1–1 | 1–1 | 2–2 | 1–3 | 0–2 | 2–2 | 0–1 | 0–0 | 0–1 | 1–3 | 2–2 | 1–1 | 1–1 | 0–3 | —   |

## Estatísticas
Atualizado em 4 de junho de 2023.
| Pos. | Jogador             | Equipe              | Gols |
| ---- | ------------------- | ------------------- | ---- |
| 1    | Kylian Mbappé       | Paris Saint-Germain | 29   |
| 2    | Alexandre Lacazette | Lyon                | 27   |
| 3    | Jonathan David      | Lille               | 24   |
| 4    | Folarin Balogun     | Reims               | 21   |
| 4    | Loïs Openda         | Lens                | 21   |
| 6    | Habib Diallo        | Strasbourg          | 20   |
| 7    | Elye Wahi           | Montpellier         | 19   |
| 7    | Wissam Ben Yedder   | Monaco              | 19   |
| 9    | Terem Moffi         | Lorient/Nice        | 18   |
| 10   | Lionel Messi        | Paris Saint-Germain | 16   |

| Pos. | Jogador               | Equipe                 | Assist. |
| ---- | --------------------- | ---------------------- | ------- |
| 1    | Lionel Messi          | Paris Saint-Germain    | 16      |
| 2    | Neymar                | Paris Saint-Germain    | 11      |
| 3    | Benjamin Bourigeaud   | Rennes                 | 10      |
| 3    | Rémy Cabella          | Lille                  | 10      |
| 5    | Caio Henrique         | Monaco                 | 9       |
| 5    | Florian Sotoca        | Lens                   | 9       |
| 5    | Jonathan Clauss       | Olympique de Marseille | 9       |
| 8    | Branco van den Boomen | Toulouse               | 8       |
| 8    | Bradley Barcola       | Lyon                   | 8       |
| 10   | Adrien Thomasson      | Lens                   | 8       |
| 10   | Aleksandr Golovin     | Monaco                 | 8       |
| 10   | Jonathan Bamba        | Lille                  | 8       |
| 10   | Maxence Caqueret      | Lyon                   | 8       |

### Clean sheets
| Pos. | Jogador              | Equipe                 | Clean sheets |
| ---- | -------------------- | ---------------------- | ------------ |
| 1    | Brice Samba          | Lens                   | 15           |
| 2    | Yehvann Diouf        | Reims                  | 14           |
| 3    | Gianluigi Donnarumma | Paris Saint-Germain    | 13           |
| 4    | Steve Mandanda       | Rennes                 | 12           |
| 5    | Alban Lafont         | Nantes                 | 11           |
| 5    | Kasper Schmeichel    | Nice                   | 11           |
| 7    | Lucas Chevalier      | Lille                  | 10           |
| 7    | Mory Diaw            | Clermont Foot          | 10           |
| 7    | Pau López            | Olympique de Marseille | 10           |
| 10   | Alexander Nübel      | Monaco                 | 9            |
| 10   | Maxime Dupé          | Toulouse               | 9            |

### Hat-tricks
| Jogador           | Para                | Contra        | Resultado | Data                   | Ref.   |
| ----------------- | ------------------- | ------------- | --------- | ---------------------- | ------ |
| Florian Sotoca    | Lens                | Brest         | 3–2       | 7 de agosto de 2022    | [ 4 ]  |
| Kylian Mbappé     | Paris Saint-Germain | Lille         | 7–1       | 21 de agosto de 2022   | [ 5 ]  |
| Wissam Ben Yedder | Monaco              | Nantes        | 4–1       | 2 de outubro de 2022   | [ 6 ]  |
| Loïs Openda       | Lens                | Toulouse      | 3–0       | 28 de outubro de 2022  | [ 7 ]  |
| Wissam Ben Yedder | Monaco              | Ajaccio       | 7–1       | 15 de janeiro de 2023  | [ 8 ]  |
| Folarin Balogun   | Reims               | Lorient       | 4–2       | 1 de fevereiro de 2023 | [ 9 ]  |
| Jonathan David    | Lille               | Lyon          | 3–3       | 10 de março de 2023    | [ 10 ] |
| Loïs Openda       | Lens                | Clermont Foot | 4–0       | 12 de março de 2023    | [ 11 ] |

### Poker-tricks
| Jogador             | Para        | Contra      | Resultado | Data              | Ref.   |
| ------------------- | ----------- | ----------- | --------- | ----------------- | ------ |
| Alexandre Lacazette | Lyon        | Montpellier | 5–4       | 7 de maio de 2023 | [ 12 ] |
| Elye Wahi           | Montpellier | Lyon        | 4–5       | 7 de maio de 2023 | [ 13 ] |

## Prêmios

### Jogador do Mês UNFP
| Mês               | Jogador           | Equipe              | Ref.   |
| ----------------- | ----------------- | ------------------- | ------ |
| Agosto            | Neymar            | Paris Saint-Germain | [ 14 ] |
| Setembro          | Lionel Messi      | Paris Saint-Germain | [ 15 ] |
| Outubro           | Martin Terrier    | Rennes              | [ 16 ] |
| Novembro/Dezembro | Kylian Mbappé     | Paris Saint-Germain | [ 17 ] |
| Janeiro           | Wissam Ben Yedder | Monaco              | [ 18 ] |
| Fevereiro         | Kylian Mbappé     | Paris Saint-Germain | [ 19 ] |
| Março             | Loïs Openda       | Lens                | [ 20 ] |
| Abril             | Loïs Openda       | Lens                | [ 21 ] |